# Raghuva graminivora
Raghuva graminivora là một loài bướm đêm trong họ Noctuidae.